# Helicanthes elasticus
Helicanthes es un género monotípico de arbustos  perteneciente a la familia Loranthaceae. Su única especie: Helicanthes elasticus (Desvaux) Danser, es originaria de India.

## Taxonomía
Helicanthes elasticus fue descrita por (Desv.) Danser y publicado en Verhandelingen der Koninklijke Nederlandsche Akademie van Wetenschappen. Afdeeling Natuurkunde; Tweede Sectie  Sect. 2, 29(6): 55 en el año 1933.
Sinonimia
- Loranthus elasticus Desvaux basónimo[2][3]